# Dorobanți (okręg Arad)
Dorobanți (węg. Kisiratos) – wieś w Rumunii, w okręgu Arad, w gminie Dorobanți. W 2011 roku liczyła 1635 mieszkańców. 